# George Eyston
George Edward Thomas Eyston, född 28 juni 1897 i Bampton, död 11 juni 1979 i Lambeth, var en brittisk racerförare och företagare.
Efter att i olika bilmärken ha satt en rad världsrekord och internationella klassrekord, som hastighetsrekord 1934 i 48-timmarskörning med 153,47 kilometer i timmen, och 1937 i 12-timmarskörning med 263,42 kilometer i timmen. Efter förberedelser på Bonneville Salt Flats 1937–1938 beslutade sig Eyston för att försöka ge sig in i kampen om det absoluta hastighetsrekordet för bil. Med sin 9,3 meter långa, 2,2 meter breda och 7 000 kilo tunga racer Thunderbolt, driven att två tolvcylindriga iskylda Rolls Royce-flygmotorer med sammanlagt 4 600 hästkrafter och försedd med en stor styrfena, vann han tre gånger gällande hastighetsrekord till lands och uppnådde vid sista tillfället 16 september 1936 575,073 kilometer i timmen som genomsnittshastighet under en kilometer och 575,33 kilometer i timmen som genomsnittshastighet under en engelsk mil med flygande start. Hans rekord slogs dock 1937 av britten John Cobb. Eyston hade själv konstruerat Thunderbolt och ägnat sig åt noggranna studier av de praktiska och teoretiska sidorna av fartteknikens problem för att ta fram snabbaste möjliga fordon. Eyston utgav Flat Out (1933) och Speed on Salt (1936 tillsammans med W.F. Bradley). Han var senare direktör för varvs- och motorfirman John I. Thornycroft & Co.